# John Pell

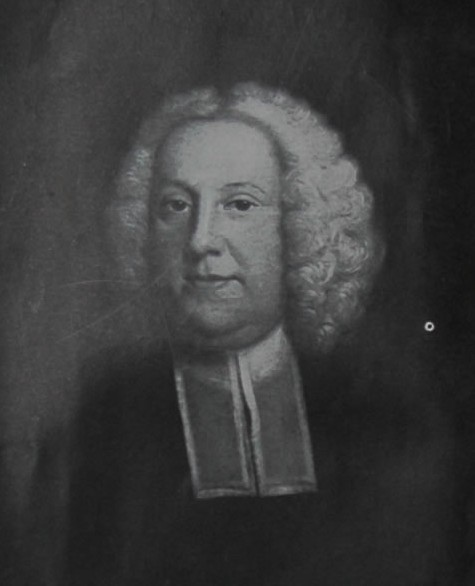
John Pell

John Pell (ur. 1 marca 1611 w Southwick (West Sussex), zm. 12 grudnia 1685 w Westminster (Londyn)) – angielski matematyk pisujący także o pedagogice, encyklopedyzmie i pansofii. Absolwent Trinity College (Cambridge).

## Badania
John Pell jest kojarzony głównie z pojęciami „równanie Pella” oraz „liczby Pella”. Obydwa określenia pochodzą z XVIII wieku od Leonharda Eulera, hinduski matematyk Brahmagupta zajmował się równaniem Pella niemal tysiąc lat wcześniej. Korespondował z Henrym Briggsem na temat logarytmów. Współpracował naukowo z matematykiem Johannem Rahnem.

## Publikacje
- 1634: Astronomical History of Observations of Heavenly Motions and Appearances,
- 1634: Ecliptica prognostica,
- 1638: An Idea of Mathematicks,
- 1646 (?): Controversy with Longomontanus concerning the Quadrature of the Circle,
- 1672: A Table of Ten Thousand Square Numbers (fol.).